# كاتلين آدامز
كاتلين آدامز (بالإنجليزية: Catlin Adams)‏ هي مخرجة وممثلة أمريكية، ولدت في 11 أكتوبر 1950 بلوس أنجلوس في الولايات المتحدة. من الجوائز التي نالتها جائزة نقابة المخرجين الأمريكيين.

## أعمال

### أفلام
- (2012)  الصحوة[1]

## جوائز
- جائزة نقابة المخرجين الأمريكيين

## وصلات خارجية
- كاتلين آدامز على موقع IMDb (الإنجليزية)
- كاتلين آدامز على موقع ألو سيني (الفرنسية)
- كاتلين آدامز على موقع أول موفي (الإنجليزية)
- كاتلين آدامز على موقع قاعدة بيانات الأفلام السويدية (السويدية)
- كاتلين آدامز على موقع قاعدة بيانات الفيلم (الإنجليزية)
- كاتلين آدامز على موقع كينوبويسك (الروسية)